# 謝傑利尼科沃區
56°57′N 75°20′E / 56.950°N 75.333°E
謝傑利尼科沃區（俄语：Седельниковский район），是俄羅斯的一個區，位於該國西南部，由鄂木斯克州負責管轄，始建於1924年，面積5,200平方公里，2010年人口10,943，人口密度每平方公里2.1人。